# Cantharocnemis strandi
Cantharocnemis strandi là một loài bọ cánh cứng trong họ Cerambycidae.